# گیلان‌شاه
گیلان‌شاه شاهزاده ساسانی والی گیلان فرزند فیروز می‌باشد که تا سال ۶۴۲ بر گیلان حکومت نمود.
گیلان‌شاه نتیجهٔ جاماسپ بیست‌ویکمین پادشاه ساسانی می‌باشد. پدر بزرگ وی نرسی کامگار والی ارمنستان بود که دربند و گیلان را تحت انقیاد خود درآورد و پس از آن پدر وی فیروز ابتدا بر ارمنستان حاکم گردید و سپس به سوی گیلان آمد و گیل‌ها را مطیع خود ساخت و حاکم گیلان گردید. پس از گیلان‌شاه فرزندش گیل گاوباره به حکومت گیلان رسید و علاوه بر گیل‌ها دیلمیان را نیز مطیع خود ساخت.